# Valtteri Kemiläinen
Valtteri Kemiläinen, född 16 december 1991 i Jyväskylä, är en finländsk professionell ishockeyspelare (back) som spelar för Sparta Prag. Kemiläinens moderklubb är Diskos och han har tidigare även spelat för JYP, Tappara, Vitjaz Podolsk och Rögle BK.